# 류오촌 (야마나시현)
류오촌(竜王村)은 야마나시현 나카코마군에 있던 촌이다. 현재의 가이시 남부에 해당한다.

## 역사
- 1874년 10월 - 고마군 5개 촌이 합병해 류오촌이 성립하였다.
- 1878년 7월 22일 - 군구정촌편직법에 의해, 류오촌은 나카코마군에 소속되었다.
- 1889년 7월 1일 - 정촌제 시행에 의해 류오촌이 단독으로 지자체를 형성하였다.
- 1956년 9월 30일 - 다마하타촌과 합병해 류오정이 성립하여, 동일 류오촌은 폐지되었다.

## 교통

### 철도
- 일본국유철도
  - 주오본선

### 도로
- 국도 제20호선

## 참고문헌
- 角川日本地名大辞典 39 高知県